# Simon Jablonka
Pour les articles homonymes, voir Jablonka.
Simon Jablonka est un scénariste français.
Il a collaboré à plusieurs importantes séries TV, parmi lesquelles Engrenages (2017) pour Canal+, Flics (2011) , pour TF1, et L'Opéra (2021) pour OCS. Il a également écrit le scénario de films pour la télévision, comme Le Repenti (2009) et Une cible dans le dos (2011). Il crée pour Arte la mini-série Kim Kong (2017).
Il a reçu le prix de la meilleure série au festival de la Rochelle (2011), le Globe de Cristal 2012 de la meilleure série pour Flics saison 2, et un International Emmy Award en 2015 pour la saison 5 d'Engrenages, dont il est coauteur.

## Filmographie

### Télévision
- Engrenages[7], saisons 3, 4, 5 et 6[8]
- L'Opéra, saisons 1 et 2[9].